# 1. Division (Belgien) 1899/1900
Die Erste Division 1899/1900 war die fünfte Spielzeit der höchsten belgischen Spielklasse im Männerfußball. Sie begann am 1. November 1899 und endete am 6. Mai 1900.

## Modus
Die Liga wurde in zwei Gruppen aufgeteilt:
- Gruppe A mit den Regionen Brüssel, Lüttich und Antwerpen
- Gruppe B mit den flämischen Regionen Brügge, Gent und Kortrijk

Am Saisonende ermittelten die beiden Gruppensieger in zwei Entscheidungsspielen den Meister.

## Gruppe A
Von den 30 Spielen wurden zehn Begegnungen nicht ausgetragen und bei zwei Partien wurden nachträglich die Ergebnisse am grünen Tisch geändert. Die Spiele wurden jeweils als torlose Siege gewertet.

### Abschlusstabelle
| Pl. | Verein                    | Sp. | S | U | N  | Tore    | Quote | Punkte |
| --- | ------------------------- | --- | - | - | -- | ------- | ----- | ------ |
| 1.  | Racing Club de Bruxelles  | 10  | 7 | 0 | 3  | 023:800 | 2,88  | 14:60  |
| 1.  | FC Antwerpen              | 10  | 6 | 2 | 2  | 012:140 | 0,86  | 14:60  |
| 3.  | Athletic & Running Club   | 10  | 5 | 2 | 3  | 012:140 | 0,86  | 12:80  |
| 4.  | FC Lüttich (M)            | 10  | 5 | 1 | 4  | 016:190 | 0,84  | 11:90  |
| 5.  | Léopold Club de Bruxelles | 10  | 4 | 1 | 5  | 015:100 | 1,50  | 09:11  |
| 6.  | Skill FC                  | 10  | 0 | 0 | 10 | 003:160 | 0,19  | 0:20   |

| (M) | amtierender belgischer Meister |

### Play-off
Bei den beiden punktgleichen Teams an der Tabellenspitze war in ein Entscheidungsspiel notwendig. Der Gewinner trat dann im Finale gegen den Sieger der Gruppe B um den Meistertitel an. Das Spiel fand am 8. April 1900 statt.
|                          | Ergebnis |              |
| ------------------------ | -------- | ------------ |
| Racing Club de Bruxelles | 1:0      | FC Antwerpen |

### Kreuztabelle
Die Kreuztabelle stellt die Ergebnisse aller Spiele dieser Saison dar. Die Heimmannschaft ist in der linken Spalte, die Gastmannschaft in der oberen Zeile aufgelistet.
| 1899/00 | 1899/00                   | RCB   | ANT   | ARC   | LÜT   | LÉO   | SKI   |
| ------- | ------------------------- | ----- | ----- | ----- | ----- | ----- | ----- |
| 1.      | Racing Club de Bruxelles  |       | 4:0   | 5:0   | 5:0 1 | 5:0 1 | 10:1  |
| 2.      | FC Antwerpen              | 5:0 1 |       | 1:3   | 5:3   | 5:0 1 | 5:0 2 |
| 3.      | Athletic & Running Club   | 4:1   | 2:2   |       | 1:2   | 0:0   | 5:0 1 |
| 4.      | FC Lüttich                | 0:1   | 1:1   | 3:2   |       | 4:2   | 5:0 1 |
| 5.      | Léopold Club de Bruxelles | 3:2   | 1:3   | 0:5 1 | 6:0   |       | 3:1   |
| 6.      | Skill FC                  | 0:5 1 | 0:5 1 | 0:5 2 | 1:3   | 0:5 1 |       |

## Gruppe B
Nur die Platzierungen sind bekannt
| Pl. | Verein          | Sp. | S | U | N | Tore    | Quote | Punkte |
| --- | --------------- | --- | - | - | - | ------- | ----- | ------ |
| 1.  | FC Brügge       | 0   | 0 | 0 | 0 | 000:000 | ±0    | 0      |
| 2.  | CS Brügge       | 0   | 0 | 0 | 0 | 000:000 | ±0    | 0      |
| 3.  | Racing Gent     | 0   | 0 | 0 | 0 | 000:000 | ±0    | 0      |
| 4.  | CS Courtraisien | 0   | 0 | 0 | 0 | 000:000 | ±0    | 0      |

## Finale
Die beiden Gruppensieger bestritten am 29. April und 6. Mai 1900 zwei Spiele um den Meistertitel.
|                          | Gesamt |           | Hinspiel | Rückspiel |
| ------------------------ | ------ | --------- | -------- | --------- |
| Racing Club de Bruxelles | 11:10  | FC Brügge | 3:0      | 8:1       |